# Sarah Shahi
Sarah Shahi (persiska سارا شاهی: ), (eg. Aahoo Jahansouzshahi), född 10 januari 1980 i Euless i Texas, är en amerikansk skådespelerska, modell och cheerleader.
På faderns och moderns sida härstammar Sarah Shahi från Iran. Shahi talar spanska, persiska och engelska. Föräldrarna skilde sig när Shahi var 13 år. När Shahi var 19 år gammal kröntes hon till Miss Fort Worth. Hon blev medlem i Dallas Cowboys Cheerleaders och valdes till deras omslagsflicka 2000. Därefter har hon medverkat i ett antal tv-serier, bland annat som en av huvudrollerna i The L Word och Fairly Legal. Förutom medverkan i ett flertal TV-serier har hon även varit med i drygt 10 långfilmer.
Hon är mest känd för att spela Sameen Shaw, en av huvudpersonerna i serien Person of Interest. Hon var med ibland i säsong 2, hade en huvudroll i säsong 3 och kommer att komma tillbaka i säsong 4 när den börjar. Hennes roll är en kallblodig hitgirl med uppgift att rädda människor, vilket hon tycker är svårt då hon alltid varit en mördare.
2021 medverkade hon som huvudrollen i Netflixsserien ” Sex Life” som Billie Connelly. Som har fått mycket uppmärksamhet.

## Filmografi
| År   | Titel                                 | Roll                            | Noteringar    |
| ---- | ------------------------------------- | ------------------------------- | ------------- |
| 2000 | Dr. T och kvinnorna                   | Cheerleader                     | Ej krediterad |
| 2003 | Old School                            | Erica                           |               |
| 2003 | Legally Blonde 2: Red, White & Blonde | Becky, Delta Nu sister          | Ej krediterad |
| 2005 | A Lot Like Love                       | Starlet                         |               |
| 2006 | For Your Consideration                | Sanchez                         |               |
| 2006 | The Dog Problem                       | Candy                           |               |
| 2007 | Rush Hour 3                           | Zoe                             | Ej krediterad |
| 2008 | Shades of Ray                         | Sana Khaliq                     |               |
| 2008 | AmericanEast                          | Salwah                          |               |
| 2009 | Crossing Over                         | Pooneh Baraheri                 |               |
| 2011 | East Fifth Bliss                      | Hattie Skunk / Hattie Rockworth |               |
| 2011 | I Don't Know How She Does It          | Janine LoPietro                 |               |
| 2012 | Static                                | Adele Dade                      |               |
| 2012 | Bullet to the Head                    | Sheyla                          |               |
| 2013 | The Congress                          | Michelle                        |               |
| 2022 | Black Adam                            | Adrianna Tomaz / Isis           |               |

| År           | Titel                       | Roll                                 | Noteringar |
| ------------ | --------------------------- | ------------------------------------ | --- |
| 2000         | City Guys                   | Cheerleader                          | Episod: "Shock Treatment"                                                                                          |
| 2000         | Spin City                   | Bachelorette                         | Episod: "Blind Faith"                                                                                              |
| 2001         | Boston Public               | Laura                                | Episod: "Chapter Eleven"                                                                                           |
| 2001         | Off Centre                  | Angelica                             | Episod: "A Cute Triangle"                                                                                          |
| 2001         | Min galna familj            | Rosa                                 | Episod: "The Exchange-Student Episode"                                                                             |
| 2001–2002    | Alias                       | Jenny                                | Episoder: "So It Begins", "A Broken Heart", "Reckoning", "Color Blind", "Spirit", "The Box: Part 1" samt "Page 47" |
| 2002         | Class of ‘06                | Meg                                  | TV-film |
| 2002         | My Adventures in Television | TV Diva                              | Episod: "The Chinese Baby"                                                                                         |
| 2003         | Frasier                     | Reservationist                       | Episod: "Door Jam"                                                                                                 |
| 2003         | Dawson's Creek              | Sadie Shaw / Mystery Girl            | Episoder: "Catch-22", "Sex and Violence" samt "All the Right Moves"                                                |
| 2003         | Cityakuten                  | Tara King                            | Episod: "The Greater Good"                                                                                         |
| 2004         | Century City                | Ms. Morris                           | Episod: "Sweet Child of Mine"                                                                                      |
| 2004–2007    | Reba                        | Bridget / Kate                       | Episoder: "Cheyenne‘s Rival" samt "To Tell You the Truth"                                                          |
| 2005         | Plan B                      | Bronwyn                              | TV-film |
| 2005         | Supernatural                | Constance Welch / The Woman in White | Episod: "Pilot" |
| 2005–2009    | The L Word                  | Carmen de la Pica Morales            | Huvudroll (medverkade i 26 av seriens totalt 70 antal episoder)                                                    |
| 2005         | The Drop                    | Herself                              | Episod: "2.49" |
| 2006         | Teachers                    | Tina Torres                          | |
| 2006         | Sleeper Cell                | Farrah                               | Episoder: "Faith" och "Torture"                                                                                    |
| 2007         | Sopranos                    | Sonya Aragon                         | Episod: "Kennedy and Heidi"                                                                                        |
| 2007–2009    | Life                        | Dani Reese                           | Huvudroll |
| 2010         | Psych                       | Ruby                                 | Episod: "Thrill Seekers and Hell Raisers"                                                                          |
| 2011–2012    | Fairly Legal                | Kate Reed                            | Huvudroll |
| 2011         | Young Justice               | Killer Frost                         | Episod: "Terrors"                                                                                                  |
| 2013–present | Person of Interest          | Sameen Shaw                          | Episoder: "Relevance", "Trojan Horse", "Zero Day" och "God Mode"; "Huvudroll" i tredje säsongen                    |

2021 
Sex Life as Billie Connelly